# Pristimantis angustilineatus
Pristimantis angustilineatus là một loài động vật lưỡng cư trong họ Strabomantidae, thuộc bộ Anura. Loài này được Lynch miêu tả khoa học đầu tiên năm 1998.